# 科尔内尔·马林
科尔内尔·马林（羅馬尼亞語：Cornel Marin，1953年1月19日—），罗马尼亚男子击剑运动员。他曾代表罗马尼亚参加1976年、1980年和1984年夏季奥林匹克运动会击剑比赛，获得二枚铜牌。